# Doāb
Doāb (en hindi : दोआब, en ourdou : دو آب) est un mot hindi signifiant « les deux eaux ». Il est utilisé en Inde et au Pakistan pour désigner un interfluve, c’est-à-dire la région située entre deux rivières confluentes.

## Le Doab de l'Uttar Pradesh

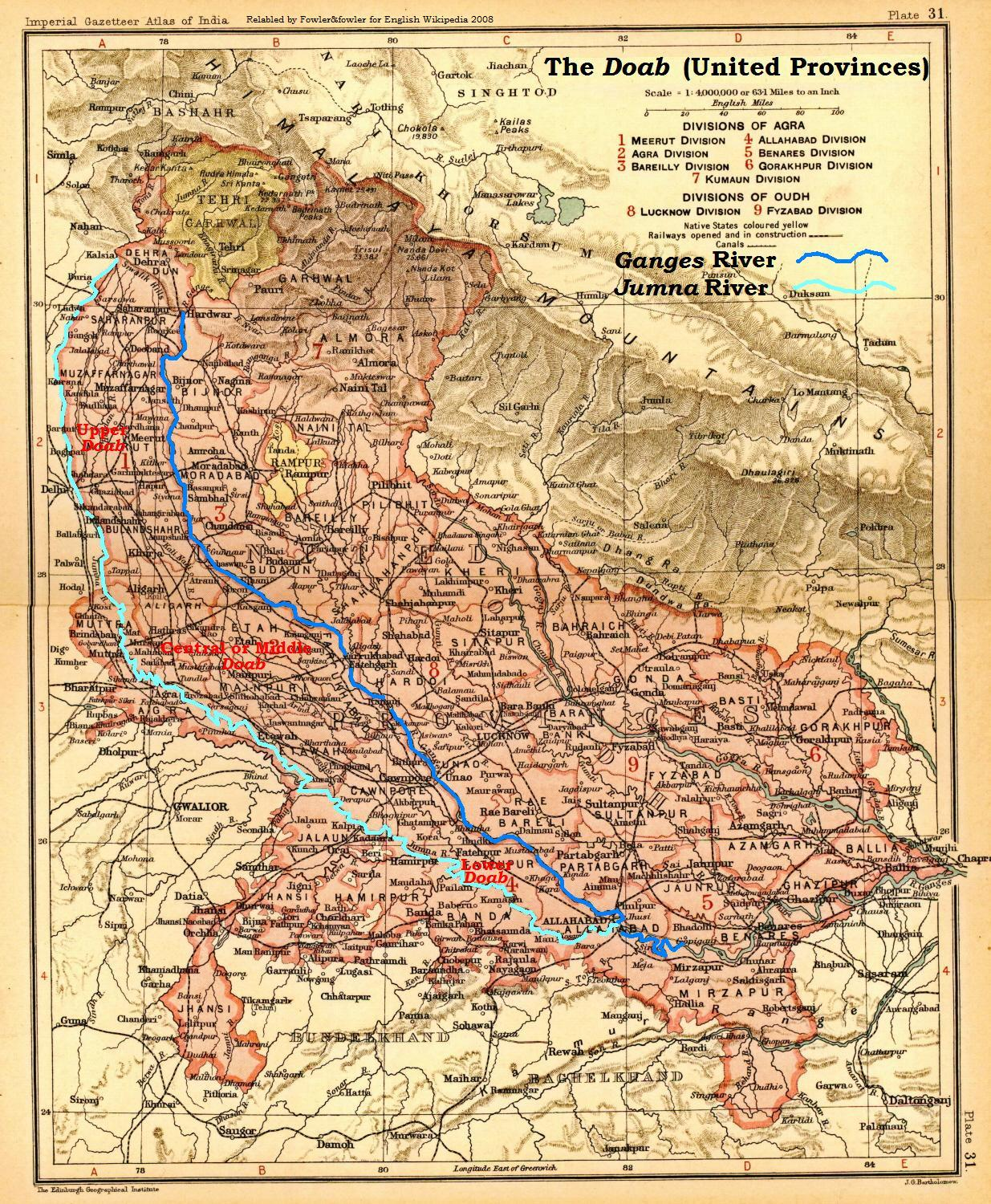
Carte montrant les Doabs, l'"Upper Doab", le "Middle Doab", et le "Lower Doab"

Le Doāb non qualifié par le nom d'une rivière désigne la bande alluviale située entre le Gange et la Yamuna dans l'ouest et le sud-ouest de l'Uttar Pradesh et de l'Uttarakhand. La région a une superficie d'environ 60 500 km2, sur environ 800 km de long et 100 km de large.
Les Doabs apparaissent dans l'histoire et les mythes de la période védique ; par exemple l'épopée du Mahabharata se passe largement dans le Doab de Hastinapur.
Les britanniques ont divisé le Doāb en trois parties : l'Upper Doab, le Central Doab et le Lower Doab qui sont eux-mêmes formés de districts.

### L'Upper Doab
Le Doab supérieur correspond aux districts suivants: District de Dehradun, Rishikesh, district de Muzaffarnagar, district de Saharanpur, district de Meerut, district de Ghaziabad, district de Gautam Buddha Nagar,  district de Bulandshahr et Delhi.

### Le Central Doab
Le Doab central correspond aux districts suivants:District d'Etah, district de Kasganj, district d'Aligarh, district d'Agra, district de Farrukhabad, district de Mainpuri, district d'Etawah, district de Kanpur Nagar et  district de Mathura.

### Le Lower Doab
Le Doab inférieur correspond aux districts suivants: District de Fatehpur, district de Kaushambi et district d'Allahabad.

## Pendjab

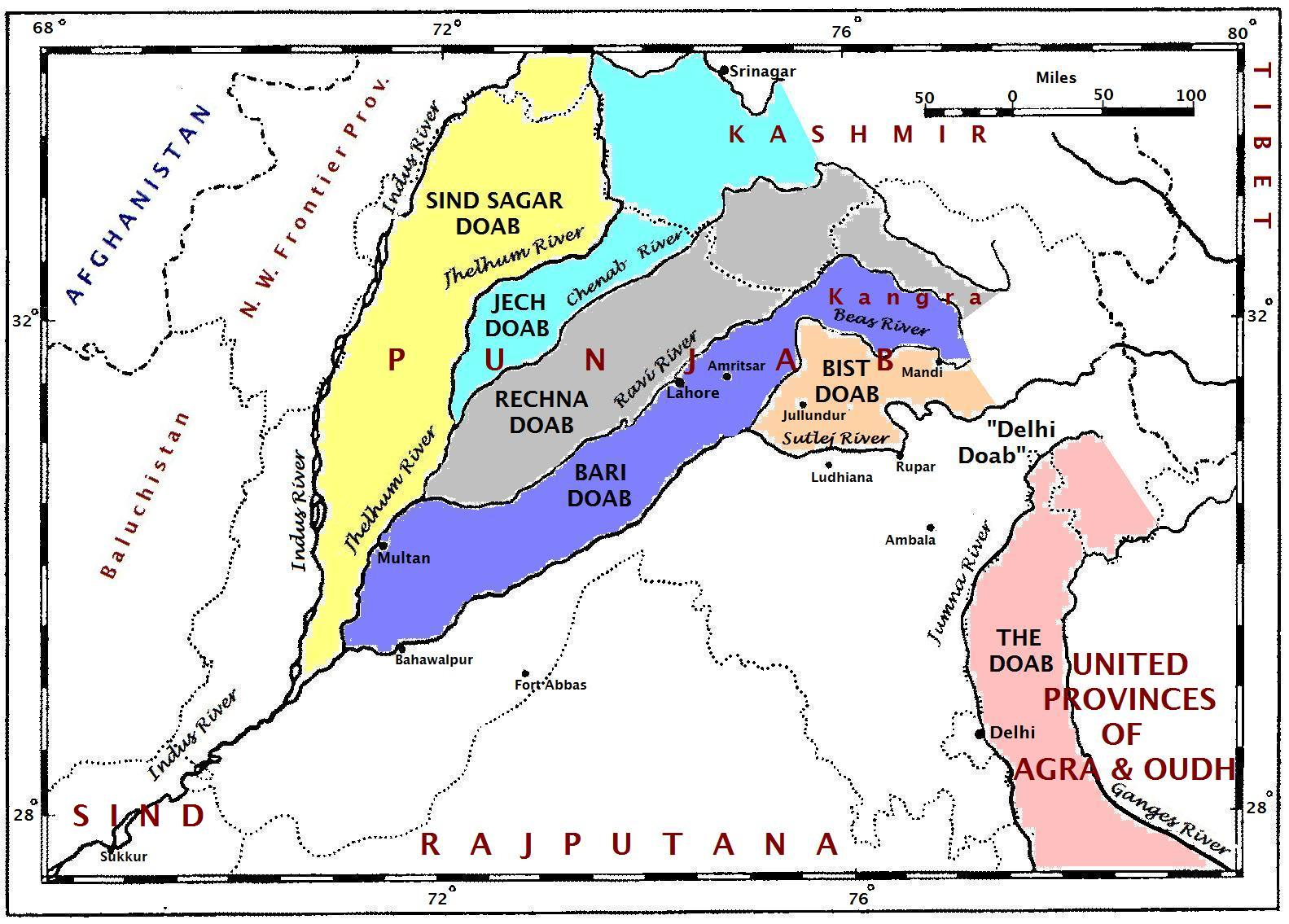
Carte du Pendjab de 1947 montrant les doabs.

### Le Sind Sagar Doab
Situé entre l'Indus et la Jhelum,

### Le Jech Doab
Situé entre la Jhelum et la Chenab,

### Le Rechna Doab
Situé entre la Chenab et la Ravi,

### Le Bari Doab
Situé entre la Ravi et la Beâs,

### Le Bist Doab
Normalement appelé Jullundur Doab il est situé entre la Beas et le Sutlej.

## Autres Doab

### Le Doab de Raichur
Situé entre le fleuve Krishna et son affluent Tungabhadra, au cœur du Deccan, dans les actuels États du Karnataka et du Telangana. Il est nommé d'après la ville de Raichur, une ancienne et importante place forte, qui rayonne sur une vaste région agricole particulièrement fertile.